# Rimplas
Rimplas település Franciaországban, Alpes-Maritimes megyében. Lakosainak száma 154 fő (2022. január 1.). Rimplas Ilonse, Saint-Sauveur-sur-Tinée és Valdeblore községekkel határos.

## Népesség
A település népessége az elmúlt években az alábbi módon változott:
| Lakosok száma | 38   | 80   | 84   | 115  | 143  | 108  | 91   | 91   | 112  | 154  |
|               | 1968 | 1982 | 1990 | 2006 | 2013 | 2015 | 2017 | 2019 | 2020 | 2022 |